# Слудка Городищенская
Слудка Городищенская (до 2023 — Слудка) — деревня в составе Немского района Кировской области. 

## География
Находится на расстоянии примерно 25 километров по прямой на север-северо-запад от районного центра поселка Нема.

## История
Деревня известна с 1717 года, когда в ней (на тот момент починок Слутка) было учтено 14 жителей, в 1773 году 141 житель. В 1873 году учтено дворов 32 и жителей 136, в 1905 62 и 462, в 1926 88 и 468, в 1950 90 и 334 соответственно, в 1989 34 жителя. До 2021 года входила в  Архангельское сельское поселение Немского района, ныне непосредственно в составе Немского района.

## Население
Постоянное население  составляло 127 человек (русские 98%) в 2002 году, 99 в 2010.